# 克雷西 (加利福尼亞州)
克雷西（英語：Cressey）是位於美國加利福尼亞州默塞德縣的一個人口普查指定地區。

## 地理
克雷西的座標為37°25′11″N 120°40′03″W / 37.41972°N 120.66750°W，而該地最高點為海拔高度51米（即167英尺）。

## 人口
根據2010年美國人口普查的數據，克雷西的面積為4.554平方千米，均為陸地。當地共有人口394人，而人口密度為每平方千米86人。